# Edvards Smiltēns
Edvards Smiltēns (ur. 18 września 1984 w Saulkrasti) – łotewski polityk i prawnik, zastępca mera Rygi, deputowany, w latach 2022–2023 przewodniczący Sejmu XIV kadencji.

## Życiorys
W latach 1990–2003 uczęszczał do liceum francuskiego w Rydze, następnie kształcił się na wydziale prawa Uniwersytetu Łotwy (2003–2009). Od 2002 do 2008 pracował na różnych stanowiskach w spółce „Reklāmas aģentūra BALTI”, był także członkiem władz spółki „EKO Fonds” (2007–2009) oraz biura prawnego „SMILTĒNS & GRĪNBERGS” (od 2007).
W 2009 został asystentem posła SCP Aigarsa Štokenbergsa. W wyborach w 2010 uzyskał jeden z sześciu mandatów poselskich, które przypadły SCP w ramach bloku Jedność. W wyborach w 2011 uzyskał reelekcję do parlamentu. Został wyznaczony na sekretarza parlamentarnego w Ministerstwie Rolnictwa. Po wyborach parlamentarnych w 2014 ponownie objął mandat poselski z listy Jedności.
W trakcie kadencji odszedł z partii, założył stowarzyszenie polityczne SCP, a w 2017 dołączył do zarządu ugrupowania Łotewskie Zjednoczenie Regionów. Był jego kandydatem na urząd premiera w trakcie kampanii wyborczej w 2018. W wyborach tych zjednoczenie nie przekroczyło wyborczego progu. W 2019 Edvards Smiltēns stanął na czele zreorganizowanych struktur ugrupowania. Uzyskiwał reelekcję na stanowisko przewodniczącego partii na kolejne kadencje.
W 2020 z ramienia listy współtworzonej przez narodowców i LRA uzyskał mandat radnego Rygi. Został wybrany na zastępcę mera łotewskiej stolicy. Przed wyborami w 2022 został jednym z liderów koalicji Zjednoczona Lista, z jej ramienia w tym samym roku ponownie uzyskał mandat posła na Sejm. 1 listopada 2022 został wybrany na przewodniczącego łotewskiego parlamentu XIV kadencji. 20 września 2023 odwołano go z tego stanowiska. Pozostał jednak w prezydium Sejmu, obejmując funkcję sekretarza. 

## Życie prywatne
Żonaty z prawniczką Kristīną Smiltēną, ma syna.    